# Erik Landewall

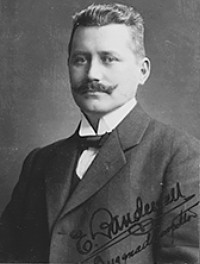
Erik Landewall omkring 1910.

Gustaf Erik Landewall, född 8 november 1867 i Stockholm, död 9 maj 1939, var en svensk murmästare och arkitekt.

## Liv och verk
Erik Landewall var mellan 1878 och 1885 elev vid Norra latin. Han utbildade sig ursprungligen till murmästare och besökte 1885 till 1888 Byggnadsyrkesskolan vid Tekniska skolan, blev verkmästare 1889 och ritare hos arkitekt Agi Lindegren 1889–1892. Året därpå var han arbetsledare vid bygget av Nordiska museet och Skansen. Han fortsatte som ritare hos arkitekterna Ludvig Peterson och Ferdinand Boberg samt mellan 1904 och 1907 vid Stockholms stads byggnadskontor. 1910 fick han en fast anställning som byggnadesinspektör i Stockholms stads Byggnadsnämnd. 1911 inträdde han i Murmestare Embetet Stockholm som murmästare nummer 210.
Tillsammans med arkitekt Rudolf Arborelius ritade han några byggnader i Stockholm, bland dem Drottsgården, Katarinavägen 13 (riven) och bostadshuset Götgatan 61–63, båda i Stockholm. Han gravsattes den 17 maj 1939 på Norra begravningsplatsen.